# Harsányi László (labdarúgó)
Harsányi László (Budapest, 1951. augusztus 10. –) válogatott labdarúgó, középhátvéd.

## Pályafutása

### Klubcsapatokban
A Bp. Vasas Izzó csapatában kezdte a labdarúgást. 1968-ban már az Újpesti Dózsa ifjúsági csapatában játszott és tagja volt az évben bajnokságot nyert csapatnak. 1972-ben mutatkozott be az élvonalban. 1975-ig négy bajnoki címet és egy magyar kupagyőzelmet szerzett az újpesti együttessel.
1975 októberében az Újpesti Dózsa az FC Zürich ellen játszotta idegenbeli mérkőzését a Bajnokcsapatok Európa kupájában. Ezt az alkalmat kihasználva csapattársával Horváth Józseffel együtt politikai menedékjogot kértek Svájcban.
Az egyéves eltiltása után a Bundesliga másodosztályában szereplő Westfalia Herne igazolta le, ahol két idényen át szerepelt. 1978 és 1981 között az Egyesült Államokban játszott. 1978–79-ben a San Diego Sockers, 1978-ban kölcsönben a Cosmos, 1980-ban a Rochester Lancers labdarúgója volt. A Cosmosban egy túrara szerződtették, ahol többek között Carlos Alberto, Beckenbauer és Chinaglia voltak a csapattársai. Közben 1979–80-ban a New York Arrows, 1980–81-ben a Baltimore Blast terem-labdarúgócsapataiban is szerepelt. 1981–82-ben a belga Cercle Brugge csapatában fejezte be az aktív labdarúgást.

### A válogatottban
1968–69-ben ifjúsági válogatott, majd 1972 és 1974 között kilencszeres utánpótlás válogatott volt. 1973–74-ben három alkalommal szerepelt a válogatottban.

## Magánélete
Svájcban élt hosszú ideig, ahol taxisofőrként dolgozott. 2016-ban feleségével végleg hazaköltözött és Siófokon él.[forrás?]

## Sikerei, díjai
- Magyar bajnokság
  - bajnok: 1971–72, 1972–73, 1973–74, 1974–75
  - 3.: 1975–76
- Magyar kupa (MNK)
  - győztes: 1975
- Bajnokcsapatok Európa-kupája (BEK)
  - elődöntős: 1973–74
  - negyeddöntős: 1972–73

## Statisztika

### Mérkőzései a válogatottban
| Magyarország | Magyarország         | Magyarország                  | Magyarország | Magyarország | Magyarország | Magyarország | Magyarország | Magyarország |
| #            | Dátum                | Helyszín                      | Hazai        | Eredmény     | Vendég       | Kiírás       | Gólok        | Esemény      |
| ------------ | -------------------- | ----------------------------- | ------------ | ------------ | ------------ | ------------ | ------------ | ------------ |
| 1.           | 1973. november 21.   | Budapest, Népstadion          | Magyarország | 0 – 1        | NDK          | barátságos   | -            |              |
| 2.           | 1974. szeptember 28. | Bécs, Práter stadion          | Ausztria     | 1 – 0        | Magyarország | barátságos   | -            |              |
| 3.           | 1974. október 13.    | Luxembourg, Municipal Stadion | Luxemburg    | 2 – 4        | Magyarország | Eb-selejtező | -            |              |
|              | Összesen             |                               |              | 3            | mérkőzés     |              | 0            | gól          |